# Raketmotor

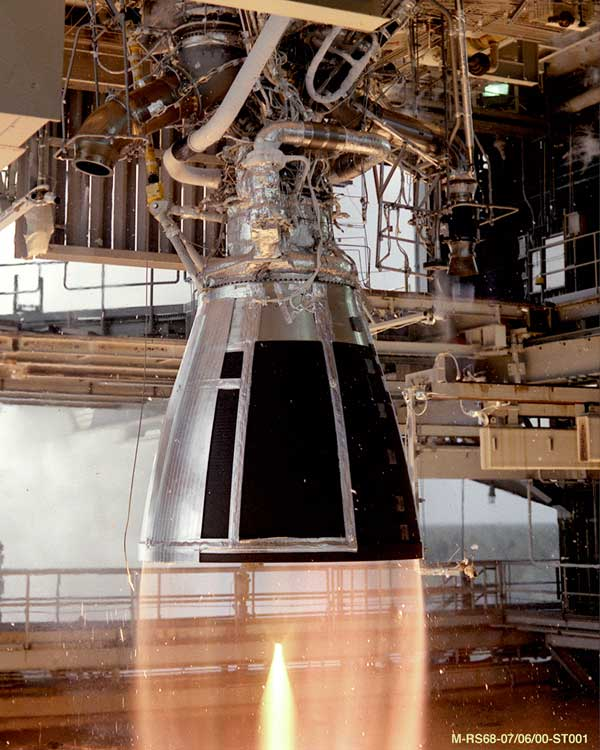
Raketmotorn RS-68 testas hos NASA:s Stennis Space Center, drivmedlet för denna motor är flytande väte (H_{2}) och flytande syre (O_{2).}

En raketmotor är en motor som bland annat används för att driva fram rymdfarkoster. Raketmotorer är en vidareutveckling på jetmotorn och baseras teoretiskt på Newtons tredje lag om att varje kraft har en likvärdig motkraft. Medan vanliga jetmotorer (inom till exempel flyg) utnyttjar den syrgas, O2, som finns i atmosfärens lägre skikt (troposfären) för att kunna förbränna sitt bränsle (fotogen), så måste raketmotorn utöver bränsle även medföra syre. Syret kan vara i flytande form (vätskeraketmotorer), eller bundet i något kemiskt ämne (fastbränsleraketer). 

## Historia
De första raketmotorerna utvecklades i det nazistiska Tyskland under andra världskrigets senare del. Den obemannade V-2-raketen, utvecklad av Wernher von Braun, var den första uppfinning som utnyttjade raketmotorn. (Dess föregångare V-1 var ingen raket, snarare ett obemannat jetdrivet flygplan). Efter krigsslutet våren 1945 fick både Sovjetunionen och USA de forskare, som tidigare arbetat åt Tyskland, att vidareutveckla raketmotorn. Trots att V2-programmets ledande forskare, Werner von Braun, arbetade för USA, lyckades det kommunistiska Sovjetunionen att skjuta upp planeten Jordens (Tellus) första artificiella satellit, den så kallade Sputniken den 4 oktober 1957. Detta blev en chock för Västvärlden under det pågående s.k. kalla kriget. Inte bara tycktes kommunismen ligga tekniskt före västvärlden (åtminstone i kommunistisk propaganda), dessutom kunde Sovjetunionen nu bomba USA med kärnvapenladdade raketer. Och den så kallade Rymdkapplöpningen inleddes. Sovjetunionens försprång inkluderade bl.a. uppskjutningen av "rymdhunden" Lajka, den första människan Jurij Gagarin samt den första rundningen av månen. De första bilderna av månens baksida uppsnappades dock av Storbritannien och de första publicerade fotografierna av månens baksida presenterades i brittisk press. Och sakta men säkert började USA ta in på det sovjetiska försprånget. Den amerikanske presidenten John F Kennedy uttalande tidigt under sin ämbetsperiod "att USA skulle sända människor för att landa på månen innan 1960-talet var slut".
Detta uppnåddes också för första gången med Apollo 11 som sköts upp med Werner von Brauns raket Saturn V. Fram till 1972 landade amerikanska rymdfarkoster ytterligare fem gånger på månen och samtliga dessa rymdfärder använde Saturn V-raketer. 
Raketmotorer av de typer som använts av bland annat den tyska V2, amerikanska Saturn V och ryska Sojuz tar reaktionsmassan från en eller flera behållare och genererar en stråle som rör sig med överljudsfart.

## Raketmotorvarianter
Det finns flera olika typer av raketmotorer, den kanske mest kända varianten är den kemiska raketmotorn. 
Varianter av raketmotorer
- Kemisk framdrivning
- Fysisk framdrivning
- Elektrisk framdrivning
- Soldrivning
- Strålframdrivning
- Nukleär framdrivning

## Kemiska raketmotorer
En kemisk raket består generellt av ett eller fler drivsteg och en nyttolast. Beroende på ändamål (militärt, civilt, forskning, etc.) kan nyttolasten vara i princip vad som helst. Drivstegen är dock oftast utformade på i princip samma sätt och består av bränsle, förbränningskammare och dysa. Om raketen har fler än ett drivsteg, finns även separations- och kontrollteknik mellan stegen för att få det hela att fungera.
Klassiska raketmotorer producerar gaser som har hög temperatur och som släpps ut i ena änden. Detta åstadkoms genom förbränning av ett eller flera medförda drivmedel i en brännkammare. Drivmedlen är vanligen fasta, i en krutraketmotor, eller flytande, i en vätskeraketmotor.
För vätskeraketmotorer kallas det ena bränsle och det andra oxidator och energi genereras när de reagerar med varandra. De mest avancerade raketmotorerna använder flytande väte som bränsle och flytande syre som oxidator.  
Från brännkammaren accelereras gaserna i underljudsfart genom kompression mot den trängsta sektionen i munstycket, halsen. Därefter accelereras de supersoniskt genom expansion i munstycket. Detta är konformat eller klockformat. Expansionen sker under stort tryckfall till utloppet där hastigheter av tio gånger den lokala ljudhastigheten förekommer. 
En del av raketmotorns framdrivningskraft kommer från det tryck som gaserna utövar på förbränningskammaren, men den stora huvuddelen kommer från trycket mot insidan av raketmunstycket. Inuti förbränningskammaren trycker gasen i stort sett lika hårt mot alla sidor. Vid utloppet är mottrycket mycket mindre, vilket innebär att trycket mot den motsatta sidan, framsidan, saknar motkraft och därför driver raketen framåt. När gaserna sedan expanderar i munstycket trycker de dess framväggar framåt, medan motsvarande tryck bakåt resulterar i accelerationen av utsläppsgaserna.
Man kan dela in kemiska raketer i diverse varianter, de tre vanligaste är
- Fast-bränsle-raketer, använder drivmedel i fast form, till exempel kompositkrut.
- Flytande-bränsle-raketer, använder ett eller fler ämnen i flytande form som drivmedel, till exempel flytande syre och flytande väte.
- Hybridraketer, använder ett fast och ett flytande ämne. Exempel på hybriddrivmedel är PVC och lustgas.

### Drivmedel
Drivmedlet i en raket kan skilja ganska mycket mellan olika raketer men det gemensamma är att energiinnehållet ska vara så högt som möjligt; man vill ha en hög specifik impuls.
Vanliga drivmedel
- Enkomponentdrivmedel: endast ett material används (förekommer både i flytande och fast form) och därmed behövs endast en drivmedelstank vilket innebär att dessa raketer är enklast att bygga. Om drivmedlet är av fast form (innehåller både oxidationsmedel samt bränsle exempelvis kaliumnitrat + socker) går det inte att stoppa reaktionen, utan motorn brinner tills bränslet är slut. Boosterraketer (startraketer) för starthjälp) är ofta av den här typen. Om bränslet däremot är i flytande form, exempelvis väteperoxid eller hydrazin sprutas drivmedlet över en katalysator vilket möjliggör start och stopp av motorn. Satelliter använder nästan uteslutande hydrazin.
- Flerkomponentsbränsle, oftast tvåkomponentsbränsle, är när två eller fler ämnen blandas i en förbränningskammare. Detta kräver fler bränsletankar, en speciell förbränningskammare och teknik för styrning av bränsleförloppet. Detta gör raketen mycket svårare att bygga men man får fördelen att man kan reglera förbränningen och även möjligheten att stänga av raketen efter den startats. Detta gör även att bränslet måste vara flytande eller i gasform (det ena åtminstone, i hybridraketer används ett fast och ett flytande bränsle). Exempel på flerkomponentsbränslen är UDMH + N2O4, MMH + N2O4, Fotogen + O2, H2 + O2, med flera.

### Brännkammare

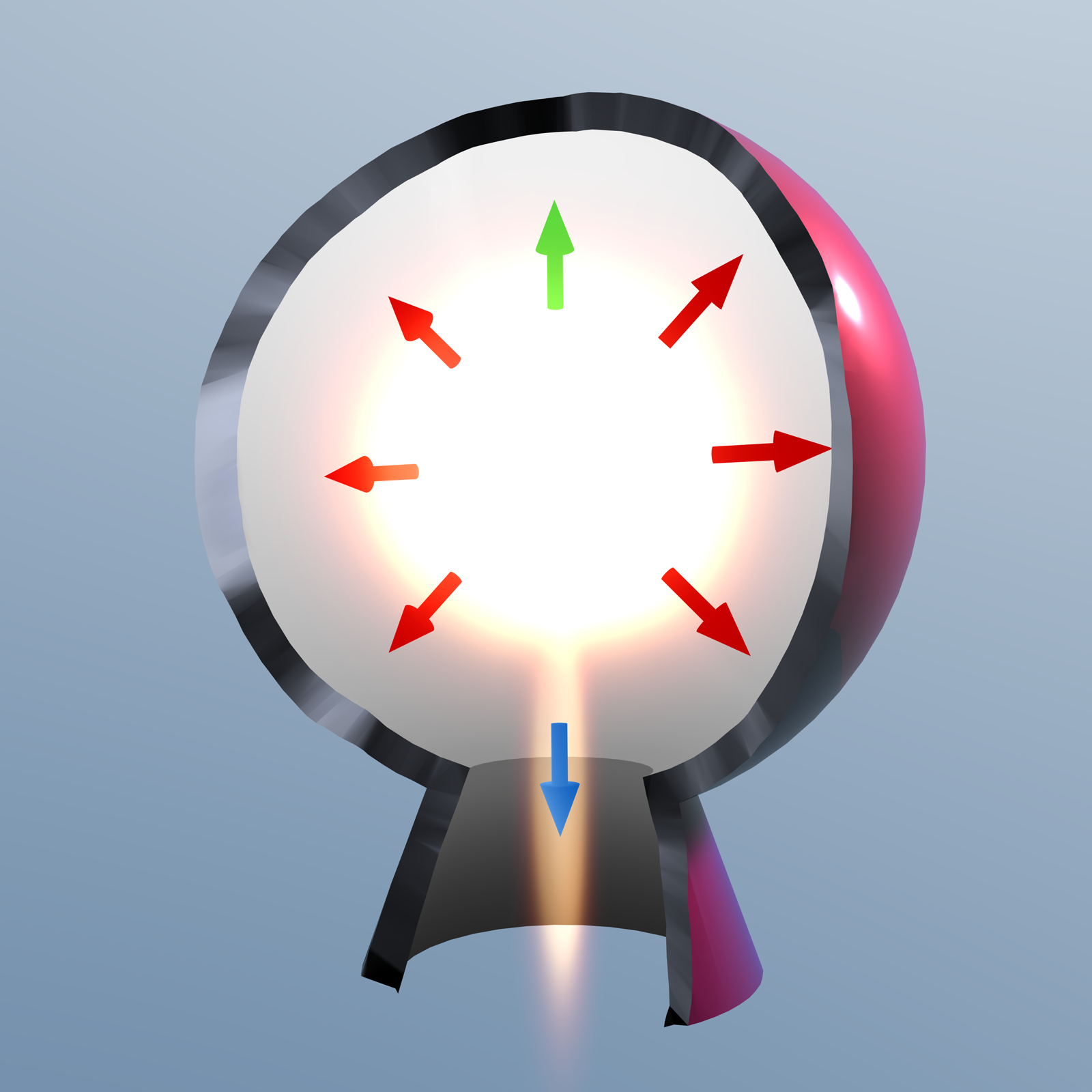
Förbränningskammare.

I brännkammaren sker förbränningen av bränslet. Om bränslet är fast, exempelvis krut, är brännkammare och bränsletank samma sak. I andra raketer har man dock en speciell brännkammare. Kammaren är ofta klotformad, har inlopp för drivmedlet och utlopp till dysan.

### Dysa
En viktig del i framdrivningen av raketer är dysan, själva utblåset. Detta är generellt utformat som en kon. Utformningen av dysan är kritisk för utkastmassans (gasernas) utströmningshastighet. Vid rätt form får utkastmassan överljudshastighet i övergången mellan förbränningskammaren och dysan. Detta ger upphov till diverse fysikaliska effekter som gör att kraften blir större än om detta inte skulle ske. Det optimala munstycket togs fram av den svenske uppfinnaren Gustaf de Laval och kallas Lavalmunstycke. På mer avancerade raketer går det att justera dysans riktning under drift så att raketen kan styras. Dysan utsätts för extrema värmevariationer och kraftiga fysiska påfrestningar, vilket lett till att en hel del materialforskning bedrivs på området. Ett ofta använt material i dysans smalaste del är grafit, som har stor motståndskraft mot extrema temperaturer och erosion.

### Jämförelse av slutstegsmotorer
|                       | RL10     | HM7B          | Vinci     | KVD-1               | CE-7.5              | CE-20         | YF-75         | YF-75D   | RD-0146  | ES-702        | ES-1001       | LE-5          | LE-5A       | LE-5B       |
| --------------------- | -------- | ------------- | --------- | ------------------- | ------------------- | ------------- | ------------- | -------- | -------- | ------------- | ------------- | ------------- | ----------- | ----------- |
| Ursprung              | USA      | Frankrike     | Frankrike | Sovjetunionen       | Indien              | Indien        | Kina          | Kina     | Ryssland | Japan         | Japan         | Japan         | Japan       | Japan       |
| Cykel typ             | Expander | Gas-generator | Expander  | Stegvis förbränning | Stegvis förbränning | Gas-generator | Gas-generator | Expander | Expander | Gas-generator | Gas-generator | Gas-generator | Öppen cykel | Öppen cykel |
| Kraft (vac.)          | 66,7 kN  | 62,7 kN       | 180 kN    | 69,6 kN             | 73 kN               | 200 kN        | 78,45 kN      | 88,26 kN | 98,1 kN  | 68,6 kN       | 98 kN         | 102,9 kN      | 121,5 kN    | 137,2 kN    |
| Blandningsförhållande |          |               |           |                     |                     |               | 5,2           | 6,0      |          | 5,2           | 6,9           | 5,5           | 5           | 5           |
| Nozzle ratio          | 40       |               |           |                     |                     | 100           | 80            | 80       |          | 40            | 40            | 140           | 130         | 110         |
| Isp (vac.)            | 433      | 444,2         | 465       | 462                 | 454                 | 443           | 438           | 442      | 463      | 425           | 425           | 450           | 452         | 447         |
| Kammartryck (MPa)     | 3,2      | 3,5           | 6,1       | 5,6                 | 5,8                 | 6,0           | 3,68          |          | 7,74     | 2,45          | 3,51          | 3,65          | 3,98        | 3,58        |
| LH2 TP (rpm)          |          |               |           |                     |                     |               |               |          | 125 000  | 41 000        | 46 310        | 50 000        | 51 000      | 52 000      |
| LOX TP (rpm)          |          |               |           |                     |                     |               |               |          |          | 16 680        | 21 080        | 16 000        | 17 000      | 18 000      |
| Längd (m)             | 1,73     | 1,8           | 4,2       | 2,14                | 2,14                |               | 2,8           |          | 2,2      |               |               | 2,68          | 2,69        | 2,79        |
| Tom vikt (kg)         | 135      | 165           | 280       | 282                 | 435                 | 558           | 550           |          | 242      | 255,8         | 259,4         | 255           | 248         | 285         |

## Elektriska raketmotorer

### Jondrift
Med jondrift slungas utkastmassan bakåt av ett elektriskt fält. Raketdriften är alltså inte kemisk, utan elektrisk. Den stora fördelen med dessa är att effektiviteten per viktenhet bränsle är mycket hög dvs. de har väldigt hög specifik impuls. Dock är den framkallade drivkraften mycket låg vilket gör att de inte används för uppskjutning av raketer, utan endast för banjusteringar och liknande för satelliter där tiden för att utföra en manöver inte är något större problem.

### Övriga källor
- Spacecraft Systems Engineering, ISBN 0-471-95220-6
- Geostationära Nyttosatelliter, ISBN 91-44-28021-1